# Antonio Mogollón
Antonio Mogollón (Guadalupe, Cáceres - 1782). Fue abogado y poeta.

## Trayectoria
Ejerció su profesión en Herrera, donde se afincó. Tuvo, de su segunda esposa, Claudia Daza Lopez- Villalobos, de Esparragosa de Lares, tres hijas. Ejerció la abogacía como promotor fiscal. Su afición por la poesía es su obra principal: "Lamentaciones de Jeremías, profeta", editada en el año 1878, después de su muerte, aunque debió escribirla entre 1871 y 1873, como puede deducirse de la aprobación eclesiástica, tras leves retoques, por el arzobispado de Toledo. El libro, contiene solo 47 páginas, consta de una introducción en prosa y cuatro capítulos en verso.
Escribió, además, cuatro composiciones breves para las fiesas de la proclamación del Estatuto Real de Guadalupe en 1834.